# Bộ đội xung kích

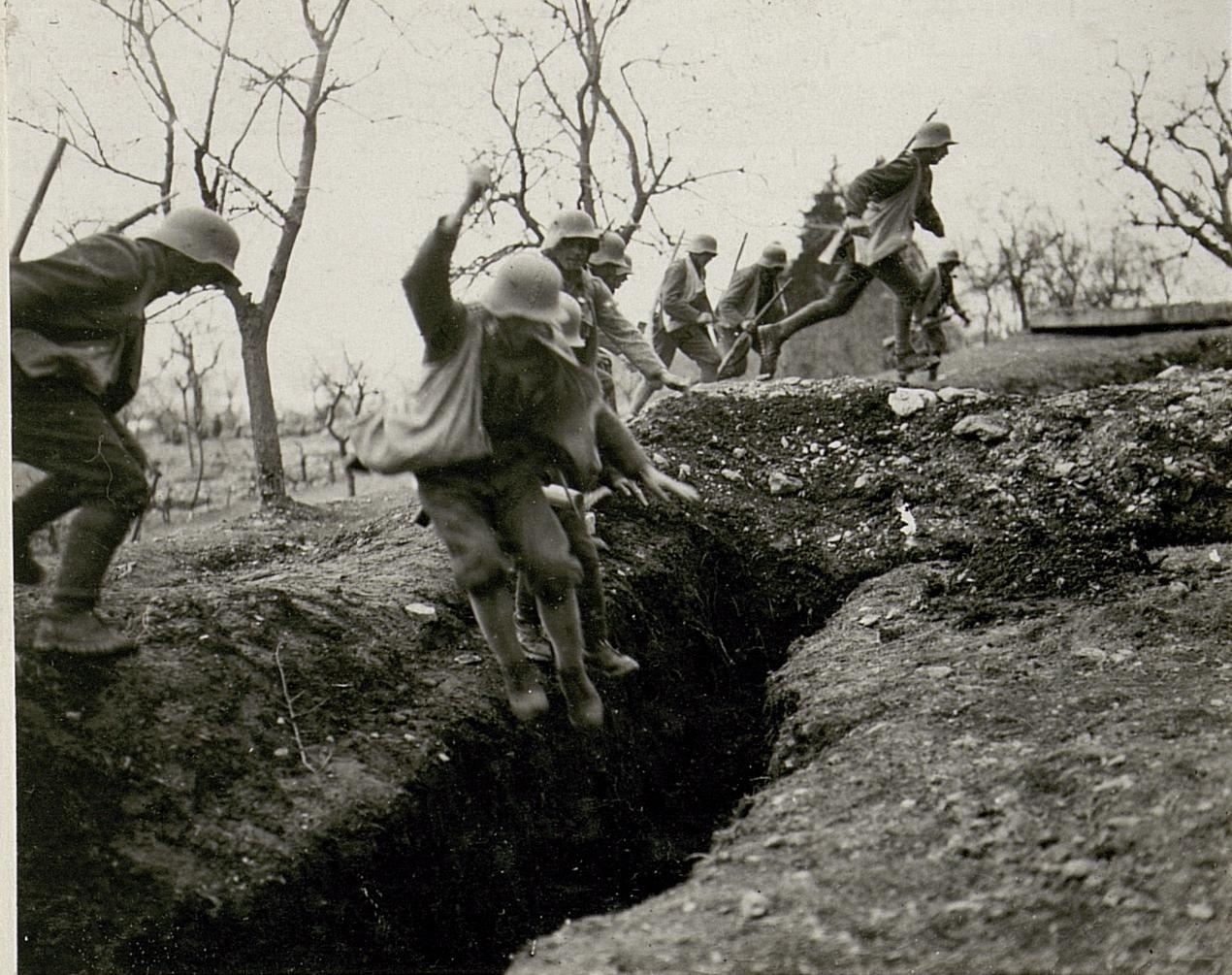
Cuộc tập trận của tiểu đoàn xung kích ở Levico

Bộ đội xung kích là các đơn vị bộ đội được thành lập với mục đích dẫn đầu các cuộc tấn công quân sự. Cụ thể, các đơn vị xung kích sẽ đảm nhận nhiệm vụ chọc thủng phòng tuyến quân địch, tạo điều kiện cho các đơn vị phía sau tấn công vào sâu trong đội hình đối phương. Các đơn vị xung kích cũng thường có tính cơ động và linh hoạt cao để có thể dễ dàng đánh thọc vào các vị trí yếu kém trên phòng tuyến hay nhanh chóng vòng ra sau lưng tập hậu quân địch.
Thuật ngữ "bộ đội xung kích" hay "lực lượng xung kích" chỉ bắt đầu trở nên thông dụng từ thế kỷ 20, tuy nhiên ý tưởng về các loại quân như vậy đã có từ rất lâu, tỉ như việc hình thành và tổ chức các đơn vị forlorn hope trong thời hậu kì Trung cổ. Hiện nay, thuật ngữ "bộ đội xung kích" đã trở nên ít sử dụng do nguyên lý chiến thuật của nó đã trở thành chuẩn mực trong học thuyết quân sự hiện đại.

## Trước thế chiến thứ nhất
Trong quá khứ, các đơn vị lính ném lựu đạn được thành lập như là các đơn vị đặc biệt chuyên dùng cho việc công thành. Việc sử dụng các đơn vị này với vài trò đặc trưng của nó bắt đầu từ nửa cuối thế kỷ 17: nhiệm vụ của những người lính này là... ném lựu đạn và công kích vào các lỗ hổng trong trận tuyến địch quân, đồng thời họ là những người dẫn đầu các đợt tấn công nhằm đột phá trận địa quân thù. Ngay cả khi loại lựu đạn nhồi thuốc súng đen thời xưa đã không còn được sử dụng, các đại đội và trung đoàn ném lựu đạn vẫn tồn tại với vai trò là các đơn vị xung kích đặc biệt.
Trong nội chiến Hoa Kỳ, binh đoàn Potomac của miền Bắc và binh đoàn Bắc Virginia của miền Nam đã triển khai một số đơn vị xung kích cho riêng mình. Các lữ đoàn Sắt, lữ đoàn Ireland (miền Bắc), lữ đoàn Texas, lữ đoàn Stonewall (miền Nam) chính là các đơn vị xung kích dẫn đầu các đợt tấn công ác liệt nhất của hai phe. Các lữ đoàn xung kích này cũng là những đơn vị có mức độ thương vong khủng khiếp vào bậc nhất cuộc chiến.

## Chiến tranh thế giới thứ nhất
Suốt một thời gian dài trong Chiến tranh thế giới thứ nhất, chiến sự giữa các bên luôn nằm trong tình trạng giằng co và đẫm máu - nhất là ở Mặt trận phía Tây - do các phe tham chiến đều áp dụng loại chiến tranh chiến hào dễ thủ khó công. Đến năm 1915, người Đức bắt đầu triển khai các lực lượng đặc biệt mang tên Tiểu đoàn Rohr trong một nỗ lực xây dựng các chiến thuật xung kích. Đến năm 1916, trong cuộc tổng tấn công mang tên mình trên Mặt trận phía Đông, đại tướng Nga Aleksei A. Brusilov đã xây dựng và triển khai các lực lượng xung kích nhằm chọc thủng phòng tuyến quân Áo-Hung ở những chỗ yếu nhất, sau đó các đơn vị phía sau sẽ ào qua lỗ thủng nhằm đột phá sâu vào hậu phương. Tiếp đó, chiến thuật thẩm thấu (hay chiến thuật Von Hutier) ra đời, trong đó các đơn vị bộ binh xung kích đặc biệt sẽ được tách rời khỏi lực lượng chính và được tung vào những vị trí hiểm yếu nhằm "thẩm thấu" qua hàng ngũ địch với sự yểm hộ của pháo binh tầm ngắn và độ chính xác cao. Trong quá trình đột phá sâu vào trận tuyến đối phương, các đơn vị này phải vòng tránh các hỏa điểm kiên cố của địch nếu có thể - việc xử lý các hỏa điểm này sẽ do các đơn vị trang bị nặng hơn ở phía sau đảm nhiệm - và tấn công với hiệu quả lớn nhất có thể đối với những mục tiêu mà những người lính "thẩm thấu" phải tiêu diệt. Mục tiêu tối thượng của các đơn vị "thẩm thấu" là luồn sâu và phá hoại ở mức độ tối đa sự liền lạc trong đội hình quân địch. Và chính cái tên "bộ binh xung kích" (Stosstruppen) sẽ được dùng để gọi tên các đơn vị thẩm thấu này, còn chiến thuật mà họ sử dụng sẽ trở thành nền tảng cho chiến thuật của bộ binh sau thế chiến thứ nhất - ví dụ như trong việc thành lập các tổ tác chiến. Và, đến năm 1918, người Đức đã thành lập những sư đoàn vũ bão - những đơn vị bộ binh xung kích được huấn luyện đặc biệt cho kiểu chiến thuật này.
Kiểu chiến thuật tương tự cũng được quân đội Anh và Pháp sử dụng thường xuyên từ cuối năm 1917 với kết quả đạt được nằm ở mức độ khác nhau. Tiêu chuẩn huấn luyện cho các trung đội của lực lượng Viễn chinh Anh - SS 143 - được áp dụng từ tháng 2 năm 1917, bao hàm nhiều yếu tố của các đơn vị bộ đội xung kích Đức. Theo Ward, các sư đoàn Úc và Canada trong quân Viễn chinh Anh tại Pháp nhanh chóng được đánh giá là những đơn vị xung kích thiện chiến nhất của phe Hiệp ước.

## Chiến tranh thế giới thứ hai
Trong Chiến tranh thế giới lần thứ hai, Hồng quân Liên Xô đã thành lập và tổ chức 5 Tập đoàn quân xung kích. Một bộ phận đáng kể trong số các đơn vị dẫn đầu các mũi tấn công của Hồng quân trong Cuộc chiến tranh vệ quốc vĩ đại chính là các tập đoàn quân xung kích này. So với các đơn vị khác, những tập đoàn quân xung kích có tỉ lệ bộ binh, công binh và pháo dã chiến rất cao, tuy nhiên tính cơ động và tính bền bỉ trong tác chiến không được chú trọng bằng. Điểm đặc trưng của các tập đoàn quân xung kích Liên Xô chính là việc tận dụng tối đa hỏa lực pháo binh cấp tập đoàn quân nhằm đập nát các hỏa điểm và tuyến phòng ngự của quân phát xít Đức; đồng thời chúng cũng thường sở hữu các trung đoàn xe tăng hạng nặng nhằm bổ sung cho hỏa lực bắn thẳng vào các công sự Đức. Khi phòng tuyến địch đã bị đục thủng, các đơn vị cơ động hơn ở phía sau như xe tăng và bộ binh cơ giới sẽ tràn vào lỗ thủng và tiếp tục đột phá sâu vào bên trong hậu phương địch. Tuy nhiên, đến cuối cuộc chiến tranh, các Tập đoàn quân cận vệ Xô Viết thường có hỏa lực pháo binh cao hơn hẳn so với các tập đoàn quân xung kích này.
Một số tập đoàn quân xung kích nổi tiếng của Liên Xô có thể kể đến là Tập đoàn quân xung kích số 2 - đơn vị tác chiến trên mặt trận Leningrad và Tập đoàn quân xung kích số 3, đơn vị đóng vai trò quan trọng trong Trận Berlin.
Ngoài ra, Hồng quân Xô Viết còn tổ chức các cụm tác chiến đặc biệt bao hàm nhiều loại đơn vị binh chủng khác nhau với biên chế chừng 80 người, tổ chức thành các tổ tác chiến nhỏ tử 6-8 người, và cụm chiến đấu này được yểm hộ chặt chẽ bởi hỏa lực của pháo dã chiến. Các cụm tác chiến này là các đơn vị chiến thuật có khả năng áp dụng các chiến thuật trong chiến tranh đô thị mà Hồng quân thường xuyên phải trải qua khi công kích các đội quân đồn trú Đức trong các "thành phố-pháo đài" (Festungsstadt).

## Sau thế chiến thứ hai
Vai trò tác chiến của bộ binh trong thế chiến thứ hai đã xóa bỏ hình ảnh "lãng mạn" của các đơn vị xung kích, nhất là khi bất kì người lính nào nếu được huấn luyện kĩ lưỡng và đúng cách đều có thể tham gia vào các lực lượng xung kích, đặc biệt trong các đợt tấn công theo quy ước vào một mục tiêu được phòng thủ kiên cố. Hồng quân Xô Viết vẫn tiếp tục sử dụng thuật ngữ "xung kích" hay "đột kích" nhằm gọi tên các tập đoàn quân tham gia vào quá trình đột phá chiều sâu chiến dịch theo nguyên tắc của học thuyết tác chiến chiều sâu.